# José Luis Cabrero Valle
José Luis Cabrero Valle (Salamanca, 1 de gener de 1965) és un exfutbolista castellanolleonès, que ocupava la posició de migcampista. Ha estat internacional espanyol en la categoria sub-18.

## Trajectòria
Format a les categories inferiors de la UD Salamanca, debuta amb els charros a primera divisió a la campanya 83/84, en la qual hi disputaria sis partits. El Salamanca perd la categoria, i a Segona Divisió es consolida com a jugador del primer equip. L'equip castellanolleonès encadena un segon descens consecutiu, baixant a Segona B, on el migcampista hi juga una campanya abans de fitxar per l'Almería.
Hi roman una temporada al conjunt andalús, també a Segona B, i a la següent, la 87/88, recala a l'Albacete Balompié. Amb els manxecs fa el camí invers i en dues temporades passa de la Segona B a la màxima categoria. En aquest darrer període les lesions li afecten, i la temporada 91/92, de nou a Primera, només hi apareix en tres partits.
Posteriorment hi va retornar a la UD Salamanca, al CD Toledo (a Segona Divisió) i al Reial Múrcia CF abans de penjar les botes.